# Henrik von Eckermann
Henrik von Eckermann (né le 1981 à Nyköping, Suède) est un cavalier suédois de saut d'obstacles,. Il a participé à trois jeux olympiques (en 2012, 2016, 2020) avec un titre olympique par équipe à Tokyo. Il a également remporté les Championnats du monde 2022.